# 寬頭側帶小公魚
寬頭側帶小公魚為輻鰭魚綱鲱形目鳀科的其中一種，分布於中西太平洋區的巴布亞紐幾內亞及澳洲北部海域，棲息深度可達50公尺，本魚上頷突出，到達或超過鰓蓋後緣，腹部略圓，體長可達4.2公分，棲息在沿海，喜群游。

## 擴展閱讀
- 維基物種上的相關：寬頭側帶小公魚